# Efeler Ligi (2017/2018)
Efeler Ligi 2017/2018 – 48. sezon rozgrywek o Mistrzostwo Turcji organizowany przez Turecki Związek Piłki Siatkowej (tur. Türkiye Voleybol Federasyonu). Zainaugurowany został 23 września 2017 i trwał do 9 kwietnia 2018 roku.
Mistrzem Turcji po raz dziewiąty w historii została drużyna Halkbank.

## System rozgrywek
- Faza zasadnicza: 12 drużyn rozegrało ze sobą po dwa spotkania systemem kołowym. Osiem najlepszych awansowało do drugiej fazy, drużyny z miejsc 9-10 zakończyły udział w rozgrywkach, natomiast zespoły z miejsc 11-12 spadły do niższej klasy rozgrywkowej.
- Faza play-off: o tytuł Mistrza Turcji grają zespoły, które po zakończeniu fazy zasadniczej rozgrywek zajęły w tabeli miejsca 1-8. Zwycięzcy rywalizacji zagrają o miejsca 1-4, pokonani o miejsca 5-8.
- Faza play-out: Drużyny, które zajęły miejsca 9-12 grają między sobą, punkty zdobyte w fazie zasadniczej zostają dodane. Drużyny z ostatnich dwóch miejsc spadają do niższej ligi.

## Drużyny uczestniczące
| | Efeler Ligi 2017/2018                    |    |     |
| --- | ---------------------------------------- | -- | --- |
| HLK | Halkbank                                 | 1  | LM  |
| ARK | Arkas Spor                               | 2  | LM  |
| FEN | Fenerbahçe                               | 3  | LM  |
| ZIR | Ziraat Bankası                           | 4  | CEV |
| MMP | Maliye Piyango                           | 5  | PCh |
| ING | İnegöl Belediyesi                        | 6  | PCh |
| GAL | Galatasaray HDI Sigorta                  | 7  |     |
| BBS | Büyükşehir Belediyesi Stambuł            | 8  |     |
| AFY | Afyon Belediye Yüntaş                    | 9  |     |
| BEŞ | Beşiktaş                                 | 10 |     |
| | Awans z I ligi                           |    |     |
| JEO | Jeopark Kula Belediyespor                | 1  |     |
| TOR | TKD Kuzey Enerji Gümüşhane Torul Gençlik | 2  |     |
| Oznaczenia: - kolumna pierwsza – skróty nazw drużyn wpisane na mapie (jeśli ta została zamieszczona), - kolumna trzecia – miejsce zajęte przez daną drużynę w poprzednim sezonie. |                                          |    |     |

## Hale sportowe
| Klub                                     | Hala sportowa                       |
| ---------------------------------------- | ----------------------------------- |
| Arkas Spor Izmir                         | Atatürk-Vestel Venus Spor Kompleksi |
| Halkbank Maliye Piyango Ziraat Bankası   | Başkent Spor Salonu                 |
| TKD Kuzey Enerji Gümüşhane Torul Gençlik | Torul Spor Salonu                   |
| Büyükşehir Belediyesi Stambuł            | Haldun Alagaş                       |
| Fenerbahçe                               | Ataşehir Metro Enerji               |
| Beşiktaş                                 | Akatlar                             |
| Afyon Belediye Yüntaş                    | Atatürk                             |
| İnegöl Belediyesi                        | İnegöl                              |
| Galatasaray HDI Sigorta                  | Burhan Felek GS Park Voleybol Sl.   |
| Jeopark Kula Belediyespor                | -                                   |

## Faza zasadnicza

### Tabela wyników
| Gospodarz \ Gość1                        | HLK | ARK | FEN | ZIR | MMP | ING | GAL | BBS | AFY | BEŞ | JEO | TOR |
| ---------------------------------------- | --- | --- | --- | --- | --- | --- | --- | --- | --- | --- | --- | --- |
| Halkbank                                 | -   | 3:0 | 3:0 | 3:1 | 3:0 | 3:0 | 3:2 | 3:0 | 3:1 | 3:0 | 3:1 | 3:0 |
| Arkas Spor                               | 2:3 | -   | 3:0 | 1:3 | 1:3 | 3:0 | 3:0 | 3:0 | 3:1 | 3:0 | 3:0 | 3:0 |
| Fenerbahçe                               | 1:3 | 3:1 | -   | 3:0 | 3:0 | 3:1 | 2:3 | 3:2 | 3:0 | 3:0 | 3:1 | 3:1 |
| Ziraat Bankası                           | 1:3 | 2:3 | 3:2 | -   | 0:3 | 3:1 | 3:0 | 3:0 | 1:3 | 3:0 | 3:1 | 3:0 |
| Maliye Piyango                           | 2:3 | 0:3 | 3:1 | 0:3 | -   | 3:0 | 0:3 | 1:3 | 3:0 | 3:0 | 3:2 | 3:0 |
| İnegöl Belediyesi                        | 0:3 | 1:3 | 1:3 | 3:1 | 1:3 | -   | 0:3 | 0:3 | 3:1 | 3:0 | 3:1 | 3:0 |
| Galatasaray HDI Sigorta                  | 2:3 | 1:3 | 0:3 | 1:3 | 3:0 | 3:1 | -   | 3:2 | 3:0 | 3:0 | 3:1 | 3:0 |
| Büyükşehir Belediyesi Stambuł            | 3:1 | 3:2 | 0:3 | 2:3 | 3:0 | 3:1 | 3:0 | -   | 3:1 | 3:0 | 2:3 | 3:0 |
| Afyon Belediye Yüntaş                    | 3:1 | 3:2 | 3:1 | 0:3 | 3:0 | 1:3 | 3:0 | 3:0 | -   | 3:0 | 0:3 | 3:0 |
| Beşiktaş                                 | 0:3 | 1:3 | 0:3 | 0:3 | 0:3 | 0:3 | 1:3 | 0:3 | 0:3 | -   | 0:3 | 3:1 |
| Jeopark Kula Belediyespor                | 0:3 | 0:3 | 0:3 | 1:3 | 3:2 | 3:1 | 0:3 | 0:3 | 3:1 | 3:0 | -   | 3:0 |
| TKD Kuzey Enerji Gümüşhane Torul Gençlik | 0:3 | 0:3 | 0:3 | 0:3 | 0:3 | 1:3 | 0:3 | 0:3 | 0:3 | 0:3 | 1:3 | -   |

Źródło: http://tvf-web.dataproject.com (tur.)
1 Drużyna gospodarzy jest wymieniona po lewej stronie tabeli.
Kolory:
  zwycięstwo gospodarzy 3:0 lub 3:1
  zwycięstwo gospodarzy 3:2
  zwycięstwo gości 3:0 lub 3:1
  zwycięstwo gości 3:2

### Terminarz i wyniki
| 1. kolejka | 1. kolejka | 1. kolejka                               | 1. kolejka                       | 1. kolejka              | 1. kolejka |
| Data       | Godzina    | Gospodarz                                | Rezultat                         | Gość                    | Raport     |
| ---------- | ---------- | ---------------------------------------- | -------------------------------- | ----------------------- | ---------- |
| 23.09.2017 | 14:00      | Halkbank                                 | 3:0 (28:26, 25:21, 25:23)        | İnegöl Belediyesi       |            |
| 24.09.2017 | 14:00      | Jeopark Kula Belediyespor                | 1:3 (20:25, 22:25, 25:17, 17:25) | Ziraat Bankası          |            |
| 24.09.2017 | 15:00      | Arkas Spor Izmir                         | 3:0 (25:17, 26:24, 25:13)        | Galatasaray HDI Sigorta |            |
| 24.09.2017 | 16:00      | TKD Kuzey Enerji Gümüşhane Torul Gençlik | 0:3 (11:25, 20:25, 15:25)        | Maliye Piyango          |            |
| 24.09.2017 | 17:00      | Fenerbahçe                               | 3:0 (25:17, 25:11, 25:11)        | Beşiktaş                |            |
| 24.09.2017 | 17:00      | Büyükşehir Belediyesi Stambuł            | 3:1 (21:25, 26:24, 25:19, 25:18) | Afyon Belediye Yüntaş   |            |

| 2. kolejka | 2. kolejka | 2. kolejka              | 2. kolejka                       | 2. kolejka                               | 2. kolejka |
| Data       | Godzina    | Gospodarz               | Rezultat                         | Gość                                     | Raport     |
| ---------- | ---------- | ----------------------- | -------------------------------- | ---------------------------------------- | ---------- |
| 01.10.2017 | 14:00      | Ziraat Bankası          | 3:0 (25:21, 25:11, 25:21)        | TKD Kuzey Enerji Gümüşhane Torul Gençlik |            |
| 01.10.2017 | 14:00      | Beşiktaş                | 0:3 (18:25, 25:27, 13:25)        | Büyükşehir Belediyesi Stambuł            |            |
| 01.10.2017 | 15:00      | Afyon Belediye Yüntaş   | 3:1 (12:25, 25:22, 25:23, 25:20) | Halkbank                                 |            |
| 01.10.2017 | 15:30      | İnegöl Belediyesi       | 3:1 (25:21, 21:25, 25:23, 27:25) | Jeopark Kula Belediyespor                |            |
| 01.10.2017 | 16:00      | Maliye Piyango          | 0:3 (18:25, 23:25, 20:25)        | Arkas Spor Izmir                         |            |
| 01.10.2017 | 17:00      | Galatasaray HDI Sigorta | 0:3 (22:25, 20:25, 23:25)        | Fenerbahçe                               |            |

| 3. kolejka | 3. kolejka | 3. kolejka                               | 3. kolejka                              | 3. kolejka                    | 3. kolejka |
| Data       | Godzina    | Gospodarz                                | Rezultat                                | Gość                          | Raport     |
| ---------- | ---------- | ---------------------------------------- | --------------------------------------- | ----------------------------- | ---------- |
| 04.10.2017 | 16:00      | TKD Kuzey Enerji Gümüşhane Torul Gençlik | 1:3 (17:25, 22:25, 29:27, 23:25)        | İnegöl Belediyesi             |            |
| 04.10.2017 | 17:00      | Jeopark Kula Belediyespor                | 3:1 (18:25, 25:15, 25:23, 30:28)        | Afyon Belediye Yüntaş         |            |
| 04.10.2017 | 17:30      | Halkbank                                 | 3:0 (25:17, 25:17, 25:22)               | Beşiktaş                      |            |
| 04.10.2017 | 17:30      | Galatasaray HDI Sigorta                  | 3:0 (25:22, 29:27, 25:17)               | Maliye Piyango                |            |
| 04.10.2017 | 18:00      | Fenerbahçe                               | 3:2 (25:19, 18:25, 18:25, 25:22, 15:10) | Büyükşehir Belediyesi Stambuł |            |
| 04.10.2017 | 19:00      | Arkas Spor Izmir                         | 1:3 (25:13, 16:25, 23:25, 24:26)        | Ziraat Bankası                |            |

| 4. kolejka | 4. kolejka | 4. kolejka                    | 4. kolejka                       | 4. kolejka                               | 4. kolejka |
| Data       | Godzina    | Gospodarz                     | Rezultat                         | Gość                                     | Raport     |
| ---------- | ---------- | ----------------------------- | -------------------------------- | ---------------------------------------- | ---------- |
| 08.10.2017 | 14:00      | Ziraat Bankası                | 3:0 (25:21, 25:23, 25:17)        | Galatasaray HDI Sigorta                  |            |
| 08.10.2017 | 14:00      | Beşiktaş                      | 0:3 (18:25, 25:27, 15:25)        | Jeopark Kula Belediyespor                |            |
| 08.10.2017 | 15:30      | İnegöl Belediyesi             | 1:3 (24:26, 20:25, 25:21, 19:25) | Arkas Spor Izmir                         |            |
| 08.10.2017 | 17:00      | Maliye Piyango                | 3:1 (25:19, 19:25, 25:23, 27:25) | Fenerbahçe                               |            |
| 08.10.2017 | 17:00      | Büyükşehir Belediyesi Stambuł | 3:1 (25:20, 25:21, 21:25, 25:22) | Halkbank                                 |            |
| 09.10.2017 | 17:00      | Afyon Belediye Yüntaş         | 3:0 (25:11, 25:10, 25:13)        | TKD Kuzey Enerji Gümüşhane Torul Gençlik |            |

| 5. kolejka | 5. kolejka | 5. kolejka                               | 5. kolejka                       | 5. kolejka                    | 5. kolejka |
| Data       | Godzina    | Gospodarz                                | Rezultat                         | Gość                          | Raport     |
| ---------- | ---------- | ---------------------------------------- | -------------------------------- | ----------------------------- | ---------- |
| 14.10.2017 | 17:00      | Arkas Spor Izmir                         | 3:1 (26:28, 25:16, 25:22, 25:20) | Afyon Belediye Yüntaş         |            |
| 15.10.2017 | 13:30      | Maliye Piyango                           | 0:3 (19:25, 21:25, 28:30)        | Ziraat Bankası                |            |
| 15.10.2017 | 15:00      | Galatasaray HDI Sigorta                  | 3:1 (25:27, 25:21, 25:23, 25:21) | İnegöl Belediyesi             |            |
| 15.10.2017 | 16:00      | TKD Kuzey Enerji Gümüşhane Torul Gençlik | 0:3 (20:25, 24:26, 16:25)        | Beşiktaş                      |            |
| 15.10.2017 | 16:00      | Fenerbahçe                               | 1:3 (25:21, 21:25, 21:25, 22:25) | Halkbank                      |            |
| 15.10.2017 | 17:00      | Jeopark Kula Belediyespor                | 0:3 (21:25, 17:25, 18:25)        | Büyükşehir Belediyesi Stambuł |            |

| 6. kolejka | 6. kolejka | 6. kolejka                    | 6. kolejka                              | 6. kolejka                               | 6. kolejka |
| Data       | Godzina    | Gospodarz                     | Rezultat                                | Gość                                     | Raport     |
| ---------- | ---------- | ----------------------------- | --------------------------------------- | ---------------------------------------- | ---------- |
| 22.10.2017 | 14:00      | Beşiktaş                      | 1:3 (13:25, 25:22, 16:25, 14:25)        | Arkas Spor Izmir                         |            |
| 22.10.2017 | 15:00      | Afyon Belediye Yüntaş         | 3:0 (25:23, 25:19, 25:16)               | Galatasaray HDI Sigorta                  |            |
| 22.10.2017 | 15:30      | İnegöl Belediyesi             | 1:3 (23:25, 23:25, 39:37, 19:25)        | Maliye Piyango                           |            |
| 22.10.2017 | 15:30      | Ziraat Bankası                | 3:2 (25:19, 25:27, 26:24, 26:28, 15:12) | Fenerbahçe                               |            |
| 22.10.2017 | 17:00      | Büyükşehir Belediyesi Stambuł | 3:0 (25:12, 25:19, 25:20)               | TKD Kuzey Enerji Gümüşhane Torul Gençlik |            |
| 22.10.2017 | 18:30      | Halkbank                      | 3:1 (25:19, 25:23, 27:29, 25:21)        | Jeopark Kula Belediyespor                |            |

| 7. kolejka | 7. kolejka | 7. kolejka                               | 7. kolejka                       | 7. kolejka                    | 7. kolejka |
| Data       | Godzina    | Gospodarz                                | Rezultat                         | Gość                          | Raport     |
| ---------- | ---------- | ---------------------------------------- | -------------------------------- | ----------------------------- | ---------- |
| 28.10.2017 | 14:00      | Fenerbahçe                               | 3:1 (25:22, 25:21, 22:25, 25:18) | Jeopark Kula Belediyespor     |            |
| 29.10.2017 | 14:30      | Maliye Piyango                           | 3:0 (25:20, 25:19, 25:15)        | Afyon Belediye Yüntaş         |            |
| 29.10.2017 | 15:00      | Arkas Spor Izmir                         | 3:0 (25:20, 25:21, 25:23)        | Büyükşehir Belediyesi Stambuł |            |
| 29.10.2017 | 16:00      | TKD Kuzey Enerji Gümüşhane Torul Gençlik | 0:3 (16:25, 16:25, 14:25)        | Halkbank                      |            |
| 29.10.2017 | 16:30      | Ziraat Bankası                           | 3:1 (25:16, 25:21, 22:25, 25:15) | İnegöl Belediyesi             |            |
| 29.10.2017 | 17:00      | Galatasaray HDI Sigorta                  | 3:0 (25:17, 25:23, 25:13)        | Beşiktaş                      |            |

| 8. kolejka | 8. kolejka | 8. kolejka                    | 8. kolejka                       | 8. kolejka                               | 8. kolejka |
| Data       | Godzina    | Gospodarz                     | Rezultat                         | Gość                                     | Raport     |
| ---------- | ---------- | ----------------------------- | -------------------------------- | ---------------------------------------- | ---------- |
| 05.11.2017 | 14:00      | Beşiktaş                      | 0:3 (15:25, 13:25, 24:26)        | Maliye Piyango                           |            |
| 05.11.2017 | 14:00      | Halkbank                      | 3:0 (25:18, 25:21, 25:17)        | Arkas Spor Izmir                         |            |
| 05.11.2017 | 15:00      | Afyon Belediye Yüntaş         | 0:3 (19:25, 18:25, 19:25)        | Ziraat Bankası                           |            |
| 05.11.2017 | 16:00      | Jeopark Kula Belediyespor     | 3:0 (25:22, 25:13, 25:18)        | TKD Kuzey Enerji Gümüşhane Torul Gençlik |            |
| 05.11.2017 | 16:00      | İnegöl Belediyesi             | 1:3 (26:28, 25:20, 18:25, 22:25) | Fenerbahçe                               |            |
| 05.11.2017 | 17:00      | Büyükşehir Belediyesi Stambuł | 3:0 (25:21, 25:21, 25:23)        | Galatasaray HDI Sigorta                  |            |

| 9. kolejka | 9. kolejka | 9. kolejka              | 9. kolejka                              | 9. kolejka                               | 9. kolejka |
| Data       | Godzina    | Gospodarz               | Rezultat                                | Gość                                     | Raport     |
| ---------- | ---------- | ----------------------- | --------------------------------------- | ---------------------------------------- | ---------- |
| 12.11.2017 | 14:00      | Maliye Piyango          | 1:3 (18:25, 23:25, 25:20, 14:25)        | Büyükşehir Belediyesi Stambuł            |            |
| 12.11.2017 | 14:00      | İnegöl Belediyesi       | 3:1 (25:16, 24:26, 25:21, 25:23)        | Afyon Belediye Yüntaş                    |            |
| 12.11.2017 | 15:00      | Arkas Spor Izmir        | 3:0 (29:27, 25:17, 25:19)               | Jeopark Kula Belediyespor                |            |
| 12.11.2017 | 15:00      | Galatasaray HDI Sigorta | 2:3 (23:25, 25:23, 15:25, 25:18, 13:15) | Halkbank                                 |            |
| 12.11.2017 | 17:00      | Ziraat Bankası          | 3:0 (25:14, 25:19, 25:20)               | Beşiktaş                                 |            |
| 15.11.2017 | 15:00      | Fenerbahçe              | 3:1 (25:15, 25:27, 25:18, 25:20)        | TKD Kuzey Enerji Gümüşhane Torul Gençlik |            |

| 10. kolejka | 10. kolejka | 10. kolejka                              | 10. kolejka                             | 10. kolejka             | 10. kolejka |
| Data        | Godzina     | Gospodarz                                | Rezultat                                | Gość                    | Raport      |
| ----------- | ----------- | ---------------------------------------- | --------------------------------------- | ----------------------- | ----------- |
| 19.11.2017  | 12:00       | TKD Kuzey Enerji Gümüşhane Torul Gençlik | 0:3 (12:25, 19:25, 16:25)               | Arkas Spor Izmir        |             |
| 19.11.2017  | 14:00       | Beşiktaş                                 | 0:3 (22:25, 21:25, 15:25)               | İnegöl Belediyesi       |             |
| 19.11.2017  | 15:00       | Jeopark Kula Belediyespor                | 0:3 (19:25, 14:25, 22:25)               | Galatasaray HDI Sigorta |             |
| 19.11.2017  | 15:00       | Afyon Belediye Yüntaş                    | 3:1 (25:22, 26:24, 22:25, 30:28)        | Fenerbahçe              |             |
| 19.11.2017  | 15:00       | Büyükşehir Belediyesi Stambuł            | 2:3 (19:25, 27:25, 29:27, 21:25, 10:15) | Ziraat Bankası          |             |
| 19.11.2017  | 17:00       | Halkbank                                 | 3:0 (25:23, 26:24, 25:20)               | Maliye Piyango          |             |

| 11. kolejka | 11. kolejka | 11. kolejka             | 11. kolejka                             | 11. kolejka                              | 11. kolejka |
| Data        | Godzina     | Gospodarz               | Rezultat                                | Gość                                     | Raport      |
| ----------- | ----------- | ----------------------- | --------------------------------------- | ---------------------------------------- | ----------- |
| 25.11.2017  | 16:00       | Fenerbahçe              | 3:1 (23:25, 25:16, 32:30, 25:22)        | Arkas Spor Izmir                         |             |
| 26.11.2017  | 15:00       | Galatasaray HDI Sigorta | 3:0 (25:16, 25:18, 25:13)               | TKD Kuzey Enerji Gümüşhane Torul Gençlik |             |
| 26.11.2017  | 15:00       | İnegöl Belediyesi       | 0:3 (19:25, 23:25, 26:28)               | Büyükşehir Belediyesi Stambuł            |             |
| 26.11.2017  | 17:00       | Afyon Belediye Yüntaş   | 3:0 (25:10, 25:20, 25:14)               | Beşiktaş                                 |             |
| 26.11.2017  | 17:00       | Ziraat Bankası          | 1:3 (20:25, 25:21, 20:25, 23:25)        | Halkbank                                 |             |
| 26.11.2017  | 19:00       | Maliye Piyango          | 3:2 (23:25, 21:25, 25:19, 25:21, 16:14) | Jeopark Kula Belediyespor                |             |

| 12. kolejka | 12. kolejka | 12. kolejka             | 12. kolejka                      | 12. kolejka                              | 12. kolejka |
| Data        | Godzina     | Gospodarz               | Rezultat                         | Gość                                     | Raport      |
| ----------- | ----------- | ----------------------- | -------------------------------- | ---------------------------------------- | ----------- |
| 06.01.2018  | 14:00       | Maliye Piyango          | 3:0 (25:15, 25:17, 25:14)        | TKD Kuzey Enerji Gümüşhane Torul Gençlik |             |
| 06.01.2018  | 14:00       | Ziraat Bankası          | 3:1 (21:25, 25:21, 25:22, 25:19) | Jeopark Kula Belediyespor                |             |
| 06.01.2018  | 14:00       | Galatasaray HDI Sigorta | 1:3 (14:25, 25:27, 25:22, 19:25) | Arkas Spor Izmir                         |             |
| 07.01.2018  | 14:00       | İnegöl Belediyesi       | 0:3 (28:30, 23:25, 24:26)        | Halkbank                                 |             |
| 07.01.2018  | 17:00       | Afyon Belediye Yüntaş   | 3:0 (25:21, 25:19, 27:25)        | Büyükşehir Belediyesi Stambuł            |             |
| 09.01.2018  | 14:00       | Beşiktaş                | 0:3 (19:25, 13:25, 14:25)        | Fenerbahçe                               |             |

| 13. kolejka | 13. kolejka | 13. kolejka                              | 13. kolejka                             | 13. kolejka             | 13. kolejka |
| Data        | Godzina     | Gospodarz                                | Rezultat                                | Gość                    | Raport      |
| ----------- | ----------- | ---------------------------------------- | --------------------------------------- | ----------------------- | ----------- |
| 10.01.2018  | 15:00       | TKD Kuzey Enerji Gümüşhane Torul Gençlik | 0:3 (18:25, 16:25, 19:25)               | Ziraat Bankası          |             |
| 13.01.2018  | 14:00       | Jeopark Kula Belediyespor                | 3:1 (21:25, 25:21, 25:18, 25:22)        | İnegöl Belediyesi       |             |
| 13.01.2018  | 15:00       | Halkbank                                 | 3:1 (25:14, 15:25, 25:12, 25:23)        | Afyon Belediye Yüntaş   |             |
| 13.01.2018  | 15:00       | Arkas Spor Izmir                         | 1:3 (19:25, 26:24, 24:26, 23:25)        | Maliye Piyango          |             |
| 13.01.2018  | 17:00       | Büyükşehir Belediyesi Stambuł            | 3:0 (25:12, 25:12, 25:23)               | Beşiktaş                |             |
| 13.01.2018  | 19:00       | Fenerbahçe                               | 2:3 (22:25, 25:20, 22:25, 25:21, 19:21) | Galatasaray HDI Sigorta |             |

| 14. kolejka | 14. kolejka | 14. kolejka                   | 14. kolejka                             | 14. kolejka                              | 14. kolejka |
| Data        | Godzina     | Gospodarz                     | Rezultat                                | Gość                                     | Raport      |
| ----------- | ----------- | ----------------------------- | --------------------------------------- | ---------------------------------------- | ----------- |
| 20.01.2018  | 13:00       | İnegöl Belediyesi             | 3:0 (25:16, 25:19, 25:18)               | TKD Kuzey Enerji Gümüşhane Torul Gençlik |             |
| 20.01.2018  | 14:00       | Beşiktaş                      | 0:3 (23:25, 14:25, 16:25)               | Halkbank                                 |             |
| 20.01.2018  | 14:00       | Afyon Belediye Yüntaş         | 0:3 (28:30, 18:25, 23:25)               | Jeopark Kula Belediyespor                |             |
| 20.01.2018  | 14:00       | Büyükşehir Belediyesi Stambuł | 0:3 (17:25, 24:26, 20:25)               | Fenerbahçe                               |             |
| 20.01.2018  | 15:00       | Maliye Piyango                | 0:3 (20:25, 23:25, 22:25)               | Galatasaray HDI Sigorta                  |             |
| 21.01.2018  | 14:00       | Ziraat Bankası                | 2:3 (30:28, 16:25, 20:25, 25:20, 12:15) | Arkas Spor Izmir                         |             |

| 15. kolejka | 15. kolejka | 15. kolejka                              | 15. kolejka                      | 15. kolejka                   | 15. kolejka |
| Data        | Godzina     | Gospodarz                                | Rezultat                         | Gość                          | Raport      |
| ----------- | ----------- | ---------------------------------------- | -------------------------------- | ----------------------------- | ----------- |
| 23.01.2018  | 14:00       | Jeopark Kula Belediyespor                | 3:0 (25:17, 25:20, 25:21)        | Beşiktaş                      |             |
| 23.01.2018  | 16:00       | TKD Kuzey Enerji Gümüşhane Torul Gençlik | 0:3 (13:25, 19:25, 13:25)        | Afyon Belediye Yüntaş         |             |
| 23.01.2018  | 17:30       | Halkbank                                 | 3:0 (25:15, 25:20, 25:19)        | Büyükşehir Belediyesi Stambuł |             |
| 23.01.2018  | 18:00       | Fenerbahçe                               | 3:0 (25:23, 26:24, 25:21)        | Maliye Piyango                |             |
| 24.01.2018  | 14:00       | Galatasaray HDI Sigorta                  | 1:3 (25:16, 19:25, 18:25, 17:25) | Ziraat Bankası                |             |
| 24.01.2018  | 19:00       | Arkas Spor Izmir                         | 3:0 (25:20, 25:22, 25:23)        | İnegöl Belediyesi             |             |

| 16. kolejka | 16. kolejka | 16. kolejka                   | 16. kolejka                            | 16. kolejka                              | 16. kolejka |
| Data        | Godzina     | Gospodarz                     | Rezultat                               | Gość                                     | Raport      |
| ----------- | ----------- | ----------------------------- | -------------------------------------- | ---------------------------------------- | ----------- |
| 27.01.2018  | 14:00       | Ziraat Bankası                | 0:3 (22:25, 22:25, 23:25)              | Maliye Piyango                           |             |
| 27.01.2018  | 14:00       | Büyükşehir Belediyesi Stambuł | 2:3 (25:16, 25:27, 25:18, 23:25, 9:15) | Jeopark Kula Belediyespor                |             |
| 27.01.2018  | 15:30       | İnegöl Belediyesi             | 0:3 (19:25, 29:31, 23:25)              | Galatasaray HDI Sigorta                  |             |
| 27.01.2018  | 17:00       | Halkbank                      | 3:0 (25:16, 25:15, 25:15)              | Fenerbahçe                               |             |
| 27.01.2018  | 17:00       | Afyon Belediye Yüntaş         | 3:2 (27:25, 21:25, 25:9, 25:27, 17:15) | Arkas Spor Izmir                         |             |
| 28.01.2018  | 13:30       | Beşiktaş                      | 3:1 (25:18, 25:17, 20:25, 25:22)       | TKD Kuzey Enerji Gümüşhane Torul Gençlik |             |

| 17. kolejka | 17. kolejka | 17. kolejka                              | 17. kolejka               | 17. kolejka                   | 17. kolejka |
| Data        | Godzina     | Gospodarz                                | Rezultat                  | Gość                          | Raport      |
| ----------- | ----------- | ---------------------------------------- | ------------------------- | ----------------------------- | ----------- |
| 03.02.2018  | 15:00       | Galatasaray HDI Sigorta                  | 3:0 (25:21, 25:23, 25:22) | Afyon Belediye Yüntaş         |             |
| 03.02.2018  | 16:00       | TKD Kuzey Enerji Gümüşhane Torul Gençlik | 0:3 (14:25, 13:25, 13:25) | Büyükşehir Belediyesi Stambuł |             |
| 03.02.2018  | 16:00       | Fenerbahçe                               | 3:0 (25:23, 25:21, 25:22) | Ziraat Bankası                |             |
| 03.02.2018  | 16:30       | Maliye Piyango                           | 3:0 (25:21, 25:21, 25:23) | İnegöl Belediyesi             |             |
| 04.02.2018  | 14:00       | Arkas Spor Izmir                         | 3:0 (25:12, 25:15, 25:19) | Beşiktaş                      |             |
| 04.02.2018  | 14:00       | Jeopark Kula Belediyespor                | 0:3 (16:25, 16:25, 21:25) | Halkbank                      |             |

| 18. kolejka | 18. kolejka | 18. kolejka                   | 18. kolejka                            | 18. kolejka                              | 18. kolejka |
| Data        | Godzina     | Gospodarz                     | Rezultat                               | Gość                                     | Raport      |
| ----------- | ----------- | ----------------------------- | -------------------------------------- | ---------------------------------------- | ----------- |
| 07.02.2018  | 14:00       | Beşiktaş                      | 1:3 (17:25, 17:25, 25:18, 19:25)       | Galatasaray HDI Sigorta                  |             |
| 07.02.2018  | 14:00       | Büyükşehir Belediyesi Stambuł | 3:2 (23:25, 17:25, 30:28, 25:20, 15:6) | Arkas Spor Izmir                         |             |
| 07.02.2018  | 17:00       | Afyon Belediye Yüntaş         | 3:0 (26:24, 25:22, 25:16)              | Maliye Piyango                           |             |
| 07.02.2018  | 17:30       | Halkbank                      | 3:0 (25:15, 25:13, 25:14)              | TKD Kuzey Enerji Gümüşhane Torul Gençlik |             |
| 07.02.2018  | 18:00       | İnegöl Belediyesi             | 3:1 (22:25, 25:23, 25:21, 25:22)       | Ziraat Bankası                           |             |
| 07.02.2018  | 18:30       | Jeopark Kula Belediyespor     | 0:3 (20:25, 18:25, 17:25)              | Fenerbahçe                               |             |

| 19. kolejka | 19. kolejka | 19. kolejka                              | 19. kolejka                             | 19. kolejka                   | 19. kolejka |
| Data        | Godzina     | Gospodarz                                | Rezultat                                | Gość                          | Raport      |
| ----------- | ----------- | ---------------------------------------- | --------------------------------------- | ----------------------------- | ----------- |
| 10.02.2018  | 13:00       | Maliye Piyango                           | 3:0 (25:17, 25:21, 25:18)               | Beşiktaş                      |             |
| 10.02.2018  | 14:00       | TKD Kuzey Enerji Gümüşhane Torul Gençlik | 1:3 (19:25, 30:28, 16:25, 16:25)        | Jeopark Kula Belediyespor     |             |
| 10.02.2018  | 14:00       | Arkas Spor Izmir                         | 2:3 (21:25, 25:22, 23:25, 30:28, 15:17) | Halkbank                      |             |
| 10.02.2018  | 15:00       | Fenerbahçe                               | 3:1 (22:25, 29:27, 25:21, 25:18)        | İnegöl Belediyesi             |             |
| 10.02.2018  | 16:00       | Ziraat Bankası                           | 1:3 (23:25, 25:23, 21:25, 22:25)        | Afyon Belediye Yüntaş         |             |
| 10.02.2018  | 15:00       | Galatasaray HDI Sigorta                  | 3:2 (20:25, 19:25, 25:19, 26:24, 15:11) | Büyükşehir Belediyesi Stambuł |             |

| 20. kolejka | 20. kolejka | 20. kolejka                              | 20. kolejka                             | 20. kolejka             | 20. kolejka |
| Data        | Godzina     | Gospodarz                                | Rezultat                                | Gość                    | Raport      |
| ----------- | ----------- | ---------------------------------------- | --------------------------------------- | ----------------------- | ----------- |
| 14.02.2018  | 17:00       | Afyon Belediye Yüntaş                    | 1:3 (25:27, 25:27, 25:16, 16:25)        | İnegöl Belediyesi       |             |
| 17.02.2018  | 13:00       | Beşiktaş                                 | 0:3 (11:25, 14:25, 18:25)               | Ziraat Bankası          |             |
| 17.02.2018  | 14:00       | TKD Kuzey Enerji Gümüşhane Torul Gençlik | 0:3 (15:25, 15:25, 18:25)               | Fenerbahçe              |             |
| 17.02.2018  | 14:00       | Jeopark Kula Belediyespor                | 0:3 (22:25, 28:30, 20:25)               | Arkas Spor Izmir        |             |
| 17.02.2018  | 14:00       | Halkbank                                 | 3:2 (15:25, 25:21, 20:25, 27:25, 15:12) | Galatasaray HDI Sigorta |             |
| 17.02.2018  | 17:00       | Büyükşehir Belediyesi Stambuł            | 3:0 (25:20, 25:23, 25:16)               | Maliye Piyango          |             |

| 21. kolejka | 21. kolejka | 21. kolejka             | 21. kolejka                             | 21. kolejka                              | 21. kolejka |
| Data        | Godzina     | Gospodarz               | Rezultat                                | Gość                                     | Raport      |
| ----------- | ----------- | ----------------------- | --------------------------------------- | ---------------------------------------- | ----------- |
| 20.02.2018  | 14:00       | Ziraat Bankası          | 3:0 (25:21, 25:21, 25:15)               | Büyükşehir Belediyesi Stambuł            |             |
| 20.02.2018  | 14:00       | Galatasaray HDI Sigorta | 3:1 (25:19, 25:19, 22:25, 25:22)        | Jeopark Kula Belediyespor                |             |
| 20.02.2018  | 17:00       | İnegöl Belediyesi       | 3:0 (25:14, 25:12, 25:16)               | Beşiktaş                                 |             |
| 20.02.2018  | 17:00       | Maliye Piyango          | 2:3 (25:14, 25:22, 27:29, 17:25, 14:16) | Halkbank                                 |             |
| 20.02.2018  | 18:00       | Fenerbahçe              | 3:0 (25:19, 25:14, 25:23)               | Afyon Belediye Yüntaş                    |             |
| 20.02.2018  | 19:00       | Arkas Spor Izmir        | 3:0 (25:14, 25:9, 25:14)                | TKD Kuzey Enerji Gümüşhane Torul Gençlik |             |

| 22. kolejka | 22. kolejka | 22. kolejka                              | 22. kolejka                            | 22. kolejka             | 22. kolejka |
| Data        | Godzina     | Gospodarz                                | Rezultat                               | Gość                    | Raport      |
| ----------- | ----------- | ---------------------------------------- | -------------------------------------- | ----------------------- | ----------- |
| 24.02.2018  | 14:00       | Beşiktaş                                 | 0:3 (21:25, 17:25, 19:25)              | Afyon Belediye Yüntaş   |             |
| 24.02.2018  | 14:00       | TKD Kuzey Enerji Gümüşhane Torul Gençlik | 0:3 (23:25, 19:25, 18:25)              | Galatasaray HDI Sigorta |             |
| 24.02.2018  | 14:00       | Arkas Spor Izmir                         | 3:0 (25:22, 25:20, 25:16)              | Fenerbahçe              |             |
| 24.02.2018  | 14:00       | Jeopark Kula Belediyespor                | 3:2 (17:25, 19:25, 25:20, 25:22, 15:8) | Maliye Piyango          |             |
| 24.02.2018  | 14:00       | Halkbank                                 | 3:1 (23:25, 25:15, 25:23, 30:28)       | Ziraat Bankası          |             |
| 24.02.2018  | 17:00       | Büyükşehir Belediyesi Stambuł            | 3:1 (25:20, 22:25, 25:22, 25:18)       | İnegöl Belediyesi       |             |

### Tabela
| Lp. | Drużyna                                  | Pkt    | Mecze | Mecze | Mecze | Rodzaj wyniku | Rodzaj wyniku | Rodzaj wyniku | Rodzaj wyniku | Rodzaj wyniku | Rodzaj wyniku | Sety | Sety | Sety | Sety  | Małe punkty | Małe punkty | Małe punkty | Dod. pkt. |
| Lp. | Drużyna                                  | Pkt    | M     | W     | P     | 3:0           | 3:1           | 3:2           | 2:3           | 1:3           | 0:3           | S    | wyg. | prz. | stos. | zdob.       | str.        | stos.       | Dod. pkt. |
| --- | ---------------------------------------- | ------ | ----- | ----- | ----- | ------------- | ------------- | ------------- | ------------- | ------------- | ------------- | ---- | ---- | ---- | ----- | ----------- | ----------- | ----------- | --------- |
| 1   | Halkbank                                 | 58.175 | 22    | 20    | 2     | 11            | 5             | 4             | 0             | 2             | 0             | 62   | 19   | 3.26 | 1931  | 1666        | 1.16        | 2.175       |           |
| 2   | Arkas Spor                               | 49.4   | 22    | 15    | 7     | 10            | 4             | 1             | 3             | 3             | 1             | 54   | 27   | 2    | 1915  | 1704        | 1.12        | 2.400       |           |
| 3   | Fenerbahçe                               | 47.785 | 22    | 15    | 7     | 9             | 5             | 1             | 2             | 3             | 2             | 52   | 28   | 1.86 | 1886  | 1720        | 1.1         | 1.785       |           |
| 4   | Ziraat Bankası                           | 46.22  | 22    | 15    | 7     | 8             | 5             | 2             | 1             | 4             | 2             | 51   | 30   | 1.7  | 1901  | 1732        | 1.1         | 2.220       |           |
| 5   | Büyükşehir Belediyesi Stambuł            | 44.235 | 22    | 13    | 9     | 8             | 4             | 1             | 4             | 0             | 5             | 47   | 33   | 1.42 | 1819  | 1687        | 1.08        | 2.235       |           |
| 6   | Galatasaray HDI Sigorta                  | 40.635 | 22    | 13    | 9     | 8             | 3             | 2             | 2             | 2             | 5             | 45   | 34   | 1.32 | 1791  | 1729        | 1.04        | 1.635       |           |
| 7   | Maliye Piyango                           | 35.455 | 22    | 11    | 11    | 7             | 3             | 1             | 2             | 1             | 8             | 38   | 38   | 1    | 1748  | 1692        | 1.03        | 1.455       |           |
| 8   | Afyon Belediye Yüntaş                    | 32.3   | 22    | 11    | 11    | 7             | 3             | 1             | 0             | 6             | 5             | 39   | 38   | 1.03 | 1746  | 1706        | 1.02        | 0.300       |           |
| 9   | Jeopark Kula Belediyespor                | 26.15  | 22    | 9     | 13    | 4             | 3             | 2             | 1             | 6             | 6             | 35   | 46   | 0.76 | 1790  | 1854        | 0.97        | 0.150       |           |
| 10  | İnegöl Belediyesi                        | 25.05  | 22    | 8     | 14    | 3             | 5             | 0             | 0             | 8             | 6             | 32   | 47   | 0.68 | 1844  | 1872        | 0.99        | 1.050       |           |
| 11  | Beşiktaş                                 | 8.25   | 22    | 2     | 20    | 1             | 1             | 0             | 0             | 2             | 18            | 8    | 61   | 0.13 | 1234  | 1687        | 0.73        | 2.250       |           |
| 12  | TKD Kuzey Enerji Gümüşhane Torul Gençlik | 0.57   | 22    | 0     | 22    | 0             | 0             | 0             | 0             | 4             | 18            | 4    | 66   | 0.06 | 1195  | 1751        | 0.68        | 0.570       |           |

Źródło: tvf-web.dataproject.com (tur.)
Punktacja: 3:0 i 3:1 – 3 pkt; 3:2 – 2 pkt; 2:3 – 1 pkt; 1:3 i 0:3 – 0 pkt
Zasady ustalania kolejności: 1. liczba punktów; 2. liczba zwycięstw; 3. stosunek setów; 4. stosunek małych punktów; 5. bilans w bezpośrednich meczach
|}
     faza play-off
     faza play-out

## Faza play-off

### Drabinka
|  | Ćwierćfinały | Ćwierćfinały                  | Ćwierćfinały | Ćwierćfinały | Ćwierćfinały | Ćwierćfinały |  |  |  | Półfinały | Półfinały                     | Półfinały | Półfinały | Półfinały | Półfinały | Półfinały | Półfinały | Półfinały | Półfinały |  |  |  | Finały | Finały                        | Finały | Finały | Finały | Finały | Finały | Finały | Finały | Finały |
|  |              |                               |              |              |              |              |  |  |  |           |                               |           |           |           |           |           |           |           |           |  |  |  |        |                               |        |        |        |        |        |        |        |        |
|  |              |                               |              |              |              |              |  |  |  |           |                               |           |           |           |           |           |           |           |           |  |  |  |        |                               |        |        |        |        |        |        |        |        |
|  |              |                               |              |              |              |              |  |  |  |           |                               |           |           |           |           |           |           |           |           |  |  |  |        |                               |        |        |        |        |        |        |        |        |
|  | 1            | Halkbank                      | 2            | 3            | 3            |              |  |  |  |           |                               |           |           |           |           |           |           |           |           |  |  |  |        |                               |        |        |        |        |        |        |        |        |
|  | 8            | Afyon Belediye Yüntaş         | 0            | 0            | 1            |              |  |  |  |           |                               |           |           |           |           |           |           |           |           |  |  |  |        |                               |        |        |        |        |        |        |        |        |
|  |              |                               |              |              |              |              |  |  |  | 1         | Halkbank                      | 2         | 3         | 3         |           |           |           |           |           |  |  |  |        |                               |        |        |        |        |        |        |        |        |
|  |              |                               |              |              |              |              |  |  |  | 5         | Büyükşehir Belediyesi Stambuł | 0         | 1         | 1         |           |           |           |           |           |  |  |  |        |                               |        |        |        |        |        |        |        |        |
|  | 4            | Ziraat Bankası                | 1            | 2            | 3            | 2            |  |  |  |           |                               |           |           |           |           |           |           |           |           |  |  |  |        |                               |        |        |        |        |        |        |        |        |
|  | 5            | Büyükşehir Belediyesi Stambuł | 2            | 3            | 0            | 3            |  |  |  |           |                               |           |           |           |           |           |           |           |           |  |  |  |        |                               |        |        |        |        |        |        |        |        |
|  |              |                               |              |              |              |              |  |  |  |           |                               |           |           |           |           |           |           |           |           |  |  |  | 1      | Halkbank                      | 3      | 3      | 2      | 3      | 3      |        |        |        |
|  |              |                               |              |              |              |              |  |  |  |           |                               |           |           |           |           |           |           |           |           |  |  |  | 2      | Arkas Spor Izmir              | 1      | 0      | 3      | 2      | 1      |        |        |        |
|  | 2            | Arkas Spor Izmir              | 2            | 0            | 3            | 3            |  |  |  |           |                               |           |           |           |           |           |           |           |           |  |  |  |        |                               |        |        |        |        |        |        |        |        |
|  | 7            | Maliye Piyango                | 1            | 3            | 0            | 1            |  |  |  |           |                               |           |           |           |           |           |           |           |           |  |  |  |        |                               |        |        |        |        |        |        |        |        |
|  |              |                               |              |              |              |              |  |  |  | 2         | Arkas Spor Izmir              | 2         | 3         | 3         |           |           |           |           |           |  |  |  |        |                               |        |        |        |        |        |        |        |        |
|  |              |                               |              |              |              |              |  |  |  | 6         | Galatasaray HDI Sigorta       | 0         | 1         | 1         |           |           |           |           |           |  |  |  |        |                               |        |        |        |        |        |        |        |        |
|  | 3            | Fenerbahçe                    | 1            | 2            | 3            | 1            |  |  |  |           |                               |           |           |           |           |           |           |           |           |  |  |  | 5      | Büyükşehir Belediyesi Stambuł | 2      | 2      | 3      | 3      |        |        |        |        |
|  | 6            | Galatasaray HDI Sigorta       | 2            | 3            | 1            | 3            |  |  |  |           |                               |           |           |           |           |           |           |           |           |  |  |  | 6      | Galatasaray HDI Sigorta       | 1      | 3      | 1      | 0      |        |        |        |        |
|  |              |                               |              |              |              |              |  |  |  | 8         | Afyon Belediye Yüntaş         | 0         | 0         | 0         |           |           |           |           |           |  |  |  |        |                               |        |        |        |        |        |        |        |        |
|  |              |                               |              |              |              |              |  |  |  | 4         | Ziraat Bankası                | 2         | 3         | 3         |           |           |           |           |           |  |  |  |        |                               |        |        |        |        |        |        |        |        |
|  |              |                               |              |              |              |              |  |  |  |           |                               |           |           |           |           |           |           |           |           |  |  |  | 4      | Ziraat Bankası                | 1      | 1      | 3      | 1      |        |        |        |        |
|  |              |                               |              |              |              |              |  |  |  |           |                               |           |           |           |           |           |           |           |           |  |  |  | 7      | Maliye Piyango                | 2      | 3      | 0      | 3      |        |        |        |        |
|  |              |                               |              |              |              |              |  |  |  | 3         | Maliye Piyango                | 0         | 3         | 3         |           |           |           |           |           |  |  |  |        |                               |        |        |        |        |        |        |        |        |
|  |              |                               |              |              |              |              |  |  |  | 7         | Fenerbahçe                    | 2         | 1         | 0         |           |           |           |           |           |  |  |  |        |                               |        |        |        |        |        |        |        |        |
|  |              |                               |              |              |              |              |  |  |  |           |                               |           |           |           |           |           |           |           |           |  |  |  | 8      | Afyon Belediye Yüntaş         | 1      | 3      | 0      | 0      |        |        |        |        |
|  |              |                               |              |              |              |              |  |  |  |           |                               |           |           |           |           |           |           |           |           |  |  |  | 3      | Fenerbahçe                    | 2      | 0      | 3      | 3      |        |        |        |        |

### I runda

#### Ćwierćfinały
(do 2 zwycięstw)
| Data       | Godzina | Gospodarz             | Rezultat                         | Gość                  | Raport |
| ---------- | ------- | --------------------- | -------------------------------- | --------------------- | ------ |
| 04.03.2018 | 18:00   | Afyon Belediye Yüntaş | 0:3 (16:25, 26:28, 18:25)        | Halkbank              |        |
| 07.03.2018 | 18:30   | Halkbank              | 3:1 (25:19, 25:14, 23:25, 25:19) | Afyon Belediye Yüntaş |        |

| Data       | Godzina | Gospodarz                     | Rezultat                                | Gość                          | Raport |
| ---------- | ------- | ----------------------------- | --------------------------------------- | ----------------------------- | ------ |
| 04.03.2018 | 17:00   | Büyükşehir Belediyesi Stambuł | 3:2 (16:25, 25:20, 25:21, 14:25, 15:7)  | Ziraat Bankası                |        |
| 07.03.2018 | 16:00   | Ziraat Bankası                | 3:0 (28:26, 25:16, 25:21)               | Büyükşehir Belediyesi Stambuł |        |
| 10.03.2018 | 16:30   | Ziraat Bankası                | 2:3 (23:25, 25:23, 25:17, 22:25, 13:15) | Büyükşehir Belediyesi Stambuł |        |

| Data       | Godzina | Gospodarz        | Rezultat                         | Gość             | Raport |
| ---------- | ------- | ---------------- | -------------------------------- | ---------------- | ------ |
| 04.03.2018 | 15:00   | Maliye Piyango   | 3:0 (25:22, 25:18, 25:23)        | Arkas Spor Izmir |        |
| 07.03.2018 | 18:30   | Arkas Spor Izmir | 3:0 (25:17, 25:23, 25:22)        | Maliye Piyango   |        |
| 10.03.2018 | 17:00   | Arkas Spor Izmir | 3:1 (25:23, 23:25, 25:17, 25:18) | Maliye Piyango   |        |

| Data       | Godzina | Gospodarz               | Rezultat                                | Gość                    | Raport |
| ---------- | ------- | ----------------------- | --------------------------------------- | ----------------------- | ------ |
| 04.03.2018 | 16:00   | Galatasaray HDI Sigorta | 3:2 (21:25, 26:28, 25:23, 25:23, 15:11) | Fenerbahçe              |        |
| 08.03.2018 | 19:00   | Fenerbahçe              | 3:1 (17:25, 25:22, 25:20, 25:19)        | Galatasaray HDI Sigorta |        |
| 11.03.2018 | 16:30   | Fenerbahçe              | 1:3 (25:20, 23:25, 21:25, 22:25)        | Galatasaray HDI Sigorta |        |

### II runda

#### Półfinały
(do 2 zwycięstw)
| Data       | Godzina | Gospodarz                     | Rezultat                         | Gość                          | Raport |
| ---------- | ------- | ----------------------------- | -------------------------------- | ----------------------------- | ------ |
| 17.03.2018 | 14:00   | Büyükşehir Belediyesi Stambuł | 1:3 (25:15, 23:25, 21:25, 17:25) | Halkbank                      |        |
| 25.03.2018 | 16:00   | Halkbank                      | 3:1 (20:25, 25:20, 25:23, 25:19) | Büyükşehir Belediyesi Stambuł |        |

| Data       | Godzina | Gospodarz               | Rezultat                         | Gość                    | Raport |
| ---------- | ------- | ----------------------- | -------------------------------- | ----------------------- | ------ |
| 18.03.2018 | 16:00   | Galatasaray HDI Sigorta | 1:3 (17:25, 23:25, 25:19, 22:25) | Arkas Spor Izmir        |        |
| 24.03.2018 | 16:30   | Arkas Spor Izmir        | 3:1 (25:20, 25:27, 25:13, 25:22) | Galatasaray HDI Sigorta |        |

#### Mecze o miejsca 5-8
(do 2 zwycięstw)
| Data       | Godzina | Gospodarz             | Rezultat                  | Gość                  | Raport |
| ---------- | ------- | --------------------- | ------------------------- | --------------------- | ------ |
| 17.03.2018 | 14:00   | Afyon Belediye Yüntaş | 0:3 (21:25, 16:25, 23:25) | Ziraat Bankası        |        |
| 25.03.2018 | 18:00   | Ziraat Bankası        | 3:0 (25:18, 25:16, 25:13) | Afyon Belediye Yüntaş |        |

| Data       | Godzina | Gospodarz      | Rezultat                         | Gość           | Raport |
| ---------- | ------- | -------------- | -------------------------------- | -------------- | ------ |
| 18.03.2018 | 15:00   | Maliye Piyango | 3:1 (25:17, 23:25, 25:22, 25:17) | Fenerbahçe     |        |
| 25.03.2018 | 19:00   | Fenerbahçe     | 0:3 (24:26, 14:25, 19:25)        | Maliye Piyango |        |

### III runda

#### Mecze o 7. miejsce
(do 2 zwycięstw)
| Data       | Godzina | Gospodarz             | Rezultat                  | Gość                  | Raport |
| ---------- | ------- | --------------------- | ------------------------- | --------------------- | ------ |
| 01.04.2018 | 16:00   | Afyon Belediye Yüntaş | 3:0 (25:20, 25:20, 25:18) | Fenerbahçe            |        |
| 04.04.2018 | 18:00   | Fenerbahçe            | 3:0 (25:10, 25:23, 25:23) | Afyon Belediye Yüntaş |        |
| 05.04.2018 | 18:00   | Fenerbahçe            | 3:0 (25:21, 25:16, 25:20) | Afyon Belediye Yüntaş |        |

#### Mecze o 5. miejsce
(do 2 zwycięstw)
| Data       | Godzina | Gospodarz      | Rezultat                         | Gość           | Raport |
| ---------- | ------- | -------------- | -------------------------------- | -------------- | ------ |
| 30.03.2018 | 18:00   | Maliye Piyango | 3:1 (25:18, 25:22, 21:25, 25:21) | Ziraat Bankası |        |
| 07.04.2018 | 18:00   | Ziraat Bankası | 3:0 (25:16, 25:16, 26:24)        | Maliye Piyango |        |
| 14.04.2018 | 16:00   | Ziraat Bankası | 1:3 (29:31, 25:16, 18:25, 24:26) | Maliye Piyango |        |

#### Mecze o 3. miejsce
(do 2 zwycięstw)
| Data       | Godzina | Gospodarz                     | Rezultat                               | Gość                          | Raport |
| ---------- | ------- | ----------------------------- | -------------------------------------- | ----------------------------- | ------ |
| 31.03.2018 | 16:30   | Galatasaray HDI Sigorta       | 3:2 (25:23, 26:28, 28:26, 21:25, 15:8) | Büyükşehir Belediyesi Stambuł |        |
| 04.04.2018 | 19:00   | Büyükşehir Belediyesi Stambuł | 3:1 (27:25, 25:16, 20:25, 25:18)       | Galatasaray HDI Sigorta       |        |
| 09.04.2018 | 15:00   | Büyükşehir Belediyesi Stambuł | 3:0 (25:20, 25:20, 25:16)              | Galatasaray HDI Sigorta       |        |

#### Finał
(do 3 zwycięstw)
| Data       | Godzina | Gospodarz        | Rezultat                                | Gość             | Raport |
| ---------- | ------- | ---------------- | --------------------------------------- | ---------------- | ------ |
| 01.04.2018 | 16:00   | Arkas Spor Izmir | 0:3 (26:28, 16:25, 24:26)               | Halkbank         |        |
| 03.04.2018 | 19:00   | Arkas Spor Izmir | 3:2 (30:28, 26:24, 19:25, 23:25, 15:8)  | Halkbank         |        |
| 07.04.2018 | 16:00   | Halkbank         | 3:2 (26:28, 22:25, 25:22, 25:18, 15:11) | Arkas Spor Izmir |        |
| 09.04.2018 | 18:00   | Halkbank         | 3:1 (25:21, 25:21, 20:25, 25:19)        | Arkas Spor Izmir |        |

## Faza play-out

### Tabela
| Lp. | Drużyna                                  | Pkt   | Mecze | Mecze | Mecze | Rodzaj wyniku | Rodzaj wyniku | Rodzaj wyniku | Rodzaj wyniku | Rodzaj wyniku | Rodzaj wyniku | Sety | Sety | Sety | Sety  | Małe punkty | Małe punkty | Małe punkty | Dod. pkt. |
| Lp. | Drużyna                                  | Pkt   | M     | W     | P     | 3:0           | 3:1           | 3:2           | 2:3           | 1:3           | 0:3           | S    | wyg. | prz. | stos. | zdob.       | str.        | stos.       | Dod. pkt. |
| --- | ---------------------------------------- | ----- | ----- | ----- | ----- | ------------- | ------------- | ------------- | ------------- | ------------- | ------------- | ---- | ---- | ---- | ----- | ----------- | ----------- | ----------- | --------- |
| 1   | İnegöl Belediyesi                        | 42.05 | 28    | 14    | 14    | 8             | 5             | 1             | 0             | 8             | 6             | 50   | 49   | 1.02 | 2330  | 2218        | 1.05        | 1.050       |           |
| 2   | Jeopark Kula Belediyespor                | 39.15 | 28    | 13    | 15    | 8             | 3             | 2             | 2             | 6             | 7             | 49   | 52   | 0.94 | 2245  | 2249        | 1           | 0.150       |           |
| 3   | Beşiktaş                                 | 14.25 | 28    | 4     | 24    | 1             | 3             | 0             | 0             | 2             | 22            | 14   | 75   | 0.19 | 1637  | 2159        | 0.76        | 2.250       |           |
| 4   | TKD Kuzey Enerji Gümüşhane Torul Gençlik | 0.57  | 28    | 0     | 28    | 0             | 0             | 0             | 0             | 6             | 22            | 6    | 84   | 0.07 | 1552  | 2239        | 0.69        | 0.570       |           |

Źródło: tvf-web.dataproject.com (tur.)
Punktacja: 3:0 i 3:1 – 3 pkt; 3:2 – 2 pkt; 2:3 – 1 pkt; 1:3 i 0:3 – 0 pkt
Zasady ustalania kolejności: 1. liczba punktów; 2. liczba zwycięstw; 3. stosunek setów; 4. stosunek małych punktów; 5. bilans w bezpośrednich meczach
|}
     spadek
I runda
| Data       | Godzina | Gospodarz                                | Rezultat                               | Gość                                     | Raport |
| ---------- | ------- | ---------------------------------------- | -------------------------------------- | ---------------------------------------- | ------ |
| 03.03.2018 | 13:00   | Jeopark Kula Belediyespor                | 3:0 (25:15, 25:13, 25:18)              | TKD Kuzey Enerji Gümüşhane Torul Gençlik |        |
| 03.03.2018 | 15:00   | İnegöl Belediyesi                        | 3:0 (25:19, 25:12, 25:18)              | Beşiktaş                                 |        |
| 04.03.2018 | 13:00   | TKD Kuzey Enerji Gümüşhane Torul Gençlik | 0:3 (15:25, 15:25, 15:25)              | İnegöl Belediyesi                        |        |
| 04.03.2018 | 15:00   | Beşiktaş                                 | 0:3 (18:25, 17:25, 17:25)              | Jeopark Kula Belediyespor                |        |
| 05.03.2018 | 12:00   | Beşiktaş                                 | 3:1 (21:25, 25:14, 25:22, 25:21)       | TKD Kuzey Enerji Gümüşhane Torul Gençlik |        |
| 05.03.2018 | 14:00   | Jeopark Kula Belediyespor                | 2:3 (25:23, 22:25, 25:23, 20:25, 9:15) | İnegöl Belediyesi                        |        |

II runda
| Data       | Godzina | Gospodarz                                | Rezultat                         | Gość                                     | Raport |
| ---------- | ------- | ---------------------------------------- | -------------------------------- | ---------------------------------------- | ------ |
| 13.03.2018 | 15:00   | TKD Kuzey Enerji Gümüşhane Torul Gençlik | 0:3 (18:25, 18:25, 15:25)        | Jeopark Kula Belediyespor                |        |
| 13.03.2018 | 17:00   | Beşiktaş                                 | 0:3 (19:25, 19:25, 16:25)        | İnegöl Belediyesi                        |        |
| 14.03.2018 | 15:00   | İnegöl Belediyesi                        | 3:0 (25:15, 25:12, 25:16)        | TKD Kuzey Enerji Gümüşhane Torul Gençlik |        |
| 14.03.2018 | 17:00   | Jeopark Kula Belediyespor                | 3:0 (25:20, 25:17, 25:23)        | Beşiktaş                                 |        |
| 15.03.2018 | 12:00   | TKD Kuzey Enerji Gümüşhane Torul Gençlik | 1:3 (25:17, 23:25, 22:25, 20:25) | Beşiktaş                                 |        |
| 15.03.2018 | 14:00   | İnegöl Belediyesi                        | 3:0 (25:20, 25:16, 25:18)        | Jeopark Kula Belediyespor                |        |

## Nagrody indywidualne
| MVP                              | Najlepszy atakujący                        | Najlepszy blokujący           | Najlepszy libero                   | Najlepszy rozgrywający                       |
| -------------------------------- | ------------------------------------------ | ----------------------------- | ---------------------------------- | -------------------------------------------- |
| Burutay Subaşı (Halkbank Ankara) | Fernando Hernández Ramos (Halkbank Ankara) | Mert Matıç (Arkas Spor Izmir) | Hasan Yeşilbudak (Halkbank Ankara) | Raydel Hierrezuelo Aguirre (Halkbank Ankara) |

## Klasyfikacja
| Lp. | Drużyna                                  |
| --- | ---------------------------------------- |
| 1.  | Halkbank                                 |
| 2.  | Arkas Spor Izmir                         |
| 3.  | Büyükşehir Belediyesi Stambuł            |
| 4.  | Galatasaray HDI Sigorta                  |
| 5.  | Maliye Piyango                           |
| 6.  | Ziraat Bankası                           |
| 7.  | Fenerbahçe                               |
| 8.  | Afyon Belediye Yüntaş                    |
| 9.  | İnegöl Belediyesi                        |
| 10. | Jeopark Kula Belediyespor                |
| 11. | Beşiktaş                                 |
| 12. | TKD Kuzey Enerji Gümüşhane Torul Gençlik |

     Liga Mistrzów 2018/2019
     Puchar CEV 2018/2019
     Puchar Challenge 2018/2019
     spadek

## Transfery
| Halkbank | Halkbank |
| Przychodzą | Odchodzą |
| --- | --- |
| - Fernando Hernández Ramos (LPR Volley Piacenza) - Raydel Hierrezuelo Aguirre (LPR Volley Piacenza) - Nemanja Petrić (Pallavolo Modena) - Lucas Lóh (Funvic Taubaté) - Ersin Durgut (Ziraat Bankası Ankara) - Hakkı Çapkınoğlu (Arkas Spor Izmir) - Alperay Demirciler (Fenerbahce Stambuł) | - Ivan Miljković (zakończenie kariery) - Felipe Luiz Fonteles (SESI São Paulo) - Dejan Vinčić (Cerrad Czarni Radom) - Dick Kooy (Dinamo Moskwa) - Olieg Achrem (Galatasaray Stambuł) - Resul Tekeli (Fenerbahçe SK) - Caner Dengin (İnegöl Belediyesi) - Kemal Kayhan (Maliye Piyango) - Erden Çevikel (Solhan Belediye Spor) |

| Arkas Spor Izmir | Arkas Spor Izmir |
| Przychodzą | Odchodzą |
| --- | --- |
| - Nikola Jovović (Vero Volley Monza) - Christian Fromm (Vero Volley Monza) - Mert Matıç (Büyükşehir Belediyesi Stambuł) - Adis Lagumdzija (Galatasaray Stambuł) - Burak Mert (Büyükşehir Belediyesi Stambuł) | - Tyler Sanders (Trefl Gdańsk) - Mauricio Borges Silva (Sesc Voleibol Rio de Janeiro) - Hakkı Çapkınoğlu (Halkbank) - Ahmet Karataş (Fenerbahçe SK) |

| Fenerbahçe SK | Fenerbahçe SK |
| Przychodzą | Odchodzą |
| --- | --- |
| - Jurij Hładyr (PGE Skra Bełchatów) - Resul Tekeli (Halkbank) - Ahmet Karataş (Arkas Spor Izmir) - İzzet Ünver (Maliye Piyango) - Burak Hazırol (Tokat Belediye Plevnespor) - Ferhat Akdeniz (Beşiktaş) | - Alen Pajenk (Marmi Lanza Werona) - Ismaïl Moalla (szuka klubu) - Alperay Demirciler (Halkbank) - Sabit Karaağaç (Ziraat Bankası Ankara) - İbrahim Emet (Büyükşehir Belediyesi Stambuł) - Bati Kayhan (Jeopark Kula Belediyespor) - Mehmet Ozbek (Jeopark Kula Belediyespor) - Ediz Kaan Firincioglu (Arhavi Belediyesi Spor) - Metehan Baş (Eser Spor Kulübü) |

| Ziraat Bankası Ankara | Ziraat Bankası Ankara |
| Przychodzą | Odchodzą |
| --- | --- |
| - Bartosz Kurek (PGE Skra Bełchatów) - Dawid Konarski (ZAKSA Kędzierzyn-Koźle) - Denis Kaliberda (Cucine Lube Banca Civitanova) - Vojin Ćaćić (Sarmajeh Bank VC) - Sabit Karaağaç (Fenerbahçe SK) | - David Lee (szuka klubu) - Cristian Savani (Top Volley Latina) - Jeroen Rauwerdink (Olympiakos Pireus) - Kay van Dijk (szuka klubu) - Marcus Nilsson (Zenit Petersburg) - Iwan Komarow (szuka klubu) - Baturalp Burak Güngör (Büyükşehir Belediyesi Stambuł) - Ersin Durgut (Halkbank) - Cüneyt Dağcı (Afyon Belediye Yüntaş) - Cansın Ogbai Enaboifo (Tokat Belediye Plevnespor) |
| w trakcie sezonu | |
| - Oleg Antonow (Tonno Callipo Vibo Valentia) - Miloš Nikić (Personal Bolivar) | - Denis Kaliberda (szuka klubu) - Miloš Nikić |

| Maliye Piyango | Maliye Piyango |
| Przychodzą | Odchodzą |
| --- | --- |
| - Kemal Kayhan (Halkbank) - Halil İbrahim Yücel (Galatasaray Stambuł) - Aslan Eksi (Tokat Belediye Plevnespor) - Murat Karakaya (MSK Urfa) - Ömer Furkan Dur (Afyon Belediye Yüntaş) | - İzzet Ünver (Fenerbahçe SK) - Ceyhun Tendar (İnegöl Belediyesi) - Ufuk Minici (Galatasaray Stambuł) - Muhammet Ertuğrul (Jeopark Kula Belediyespor) - Samet Gümüş (szuka klubu) |

| İnegöl Belediyesi | İnegöl Belediyesi |
| Przychodzą | Odchodzą |
| --- | --- |
| - Siarhiej Antanowicz (Büyükşehir Belediyesi Stambuł) - Caner Dengin (Halkbank) - Ceyhun Tendar (Maliye Piyango) - Anıl Tokat (Afyon Belediye Yüntaş) - Mustafa Kirici (Afyon Belediye Yüntaş) | - Dmitrii Bahov (Afyon Belediye Yüntaş) - Caner Demirci (Eser Spor Kulübü) - Görkem Sertel (Büyükşehir Belediyesi Stambuł) - Caner Çiçekoğlu (Afyon Belediye Yüntaş) - Beytullah Hatipoğlu (Afyon Belediye Yüntaş) - Özer Özger (szuka klubu) - Salih Özdemir (szuka klubu) |

| Galatasaray Stambuł | Galatasaray Stambuł |
| Przychodzą | Odchodzą |
| --- | --- |
| - Olieg Achrem (Halkbank) - Teodor Todorow (CSKA Sofia) - Daudi Okello (Marek Junion-Iwkoni Dupnica) - Ufuk Minici (Maliye Piyango) | - Zbigniew Bartman (UPCN Vóley Club) - Samuel Tuia (Büyükşehir Belediyesi Stambuł) - Adis Lagumdzija (Arkas Spor Izmir) - Halil İbrahim Yücel (Maliye Piyango) - Emre Unlu (szuka klubu) - Murathan Kisal (szuka klubu) - Berkay Ozdemir (szuka klubu) - Halil Ibrahim Akseker (szuka klubu) |

| Büyükşehir Belediyesi Stambuł | Büyükşehir Belediyesi Stambuł |
| Przychodzą | Odchodzą |
| --- | --- |
| - Samuel Tuia (Galatasaray Stambuł) - Baturalp Burak Güngör (Ziraat Bankası Ankara) - Serhat Coşkun (Afyon Belediye Yüntaş) - Murat Yenipazar (Hypo Tirol Innsbruck) - Demirhan Durul (Afyon Belediye Yüntaş) - İbrahim Emet (Fenerbahçe SK) - Görkem Sertel (İnegöl Belediyesi) - Nuri Şahin (Beşiktaş) | - Antonin Rouzier (Jenisiej Krasnojarsk) - Nicolas Marechal (Bunge Rawenna) - Nicolas Le Goff (Top Volley Latina) - William Price (szuka klubu) - Siarhiej Antanowicz (İnegöl Belediyesi) - Tomislav Čošković (szuka klubu) - Arslan Ekşi (Lokomotiw Nowosybirsk) - Mert Matıç (Arkas Spor Izmir) - Burak Mert (Arkas Spor Izmir) |

| Afyon Belediye Yüntaş | Afyon Belediye Yüntaş |
| Przychodzą | Odchodzą |
| --- | --- |
| - Olli-Pekka Ojansivu (Kuzbass Kemerowo) - Dmitrii Bahov (İnegöl Belediyesi) - Andreas Fragkos (Olympiakos Pireus) - Caner Çiçekoğlu (İnegöl Belediyesi) - Beytullah Hatipoğlu (İnegöl Belediyesi) - Cüneyt Dağcı (Ziraat Bankası Ankara) - Fatih Cihan (Beşiktaş) - Murat Palavar (Tokat Belediye Plevnespor) | - Gregor Ropret (VK ČEZ Karlovarsko) - Ivan Borovnjak (szuka klubu) - Willner Rivas (szuka klubu) - Serhat Coşkun (Büyükşehir Belediyesi Stambuł) - Demirhan Durul (Büyükşehir Belediyesi Stambuł) - Ömer Furkan Dur (Maliye Piyango) - Anıl Tokat (İnegöl Belediyesi) - Mustafa Kirici (İnegöl Belediyesi) - Fatih Eren Ugur (Jeopark Kula Belediyespor) - Ender Kidoğlu (szuka klubu) - Berkan Bozan (szuka klub) - Ahmet Arslan (szuka klubu) - Selim Yildirim (szuka klubu) |
| w trakcie sezonu | |
| - Armin Mustedanović (VfB Friedrichshafen) | - Andreas Fragkos (Hyundai Capital Skywalkers) |

| Beşiktaş | Beşiktaş |
| Przychodzą | Odchodzą |
| --- | --- |
| - Yosvany Hernandez Cardonell (Talaea El-Gaish) - Onur Soydan - Baran Karadeniz - Ahmet Boz - Ahmet Tümer - İlker Alican Çakır - Bahar Mert - Muhammed Ali Arslan - Serhat Bas - Baran Yılmaz | - Miloš Nikić (Personal Bolivar) - Leandro Macías Infante (Saint-Nazaire VBA) - Martin Nemec (Emma Villas Siena) - Ferhat Akdeniz (Fenerbahçe SK) - Nuri Şahin (Büyükşehir Belediyesi Stambuł) - Fatih Cihan (Afyon Belediye Yüntaş) - Firat Ezel Filiz (Tokat Belediye Plevnespor) - Mithat Uykan (szuka klubu) - Çağlar Aksoylu (szuka klubu) - Görkem Yazgan (szuka klubu) - Erhan Dünge (szuka klubu) - Berke Öztürk (szuka klubu) |

| Jeopark Kula Belediyespor | Jeopark Kula Belediyespor           |
| Przychodzą | Odchodzą                            |
| --- | ----------------------------------- |
| - Murilo Radke (Montes Claros Vôlei) - Luan José Weber (Montes Claros Vôlei) - Raphael Thiago de Oliveira (SL Benfica) - Bati Kayhan (Fenerbahçe SK) - Mehmet Ozbek (Fenerbahçe SK) - Muhammet Ertuğrul (Maliye Piyango) - Fatih Eren Ugur (Afyon Belediye Yüntaş) - Kemal Kıvanç Elgaz (Düzce Belediyespor) | - Andryj Tupczyj (Al Ahli Ad-Dauha) |

| TKD Kuzey Enerji Gümüşhane Torul Gençlik                            | TKD Kuzey Enerji Gümüşhane Torul Gençlik |
| Przychodzą                                                          | Odchodzą                                 |
| ------------------------------------------------------------------- | ---------------------------------------- |
| - Mete Güngör (MSK Urfa) - Şeref Göktuğ (Tokat Belediye Plevnespor) |                                          |
| w trakcie sezonu                                                    |                                          |
| - Ali Samet İçmeğiz (Tokat Belediye Plevnespor)                     |                                          |